# 와이랩
(주)와이랩(Ylab)은 2010년에 설립된 대한민국의 콘텐츠 전문 법인 주식회사이다. 대한민국 서울시 마포구에 위치해 있다.
세계시장으로 한국 만화가 진출하는 데 역점을 두고 활동하고 있으며, 만화 산업을 중심으로 하여 영화, 드라마 등 다양한 플랫폼에 관여함으로써 OSMU(One Source Multi Use)의 실현과 증강현실의 전략화를 추구하고 있다. 와이랩은 소속 작가들의 창작물에 대한 지적재산권을 보유하여 1차 창작물인 만화에 기반을 둔 드라마, 영화, 게임 등의 2차 창작물의 제작에도 직접 관여하고 있다. 
그밖에도 기업 홍보용 만화를 의뢰받아 제작하고, 캐릭터 애니메이션 프로젝트나 콜라보레이션 상품 기획에 참여한다.

## 역사
만화 신암행어사 등을 창작한 작가 윤인완은 2006년 '윤인완 프로덕션'을 설립하였다. '윤인완 프로덕션'은 2009년에 'Youn Story Lab'으로 이름을 바꾼 이후 2010년 주식회사 와이랩이 되었다. 2013년 <어쩐지 좋은 일이 생길 것 같은 저녁>과 라그나로크를 제작한 이명진 작가가 회사 대표로 취임하였다. 이후 현재는 3대 대표인 윤지영이 취임하였다. 윤인완은 와이랩의 수석 프로듀서로 재직 중이다. 
와이랩은 설립 4년만에 연매출 40억원을 달성하였다.
와이랩이 관여한 사업들의 최초 시작 시기를 중심으로 기업 연혁을 살펴 보자면 다음과 같다.
- 2011년

초창기에는 소학관 주간 소년선데이, 월간선데이GX 등 일본의 만화 플랫폼에 소속 작가들과 협업하여 제작하거나 번역하여 제공하였다. 11월 네이버 웹툰에 정현주 작가의 <부토>가 연재를 시작하면서 본격적으로 한국에서의 웹툰 사업에 진출하였다.
- 2012년

모바일 네이버 웹툰의 일본어판 번역 서비스를 시작하였고 한동우, 병수씨 작 <나의 밤은 당신의 낮보다 아름답다>의 연재 개시로 다음 만화속세상에도 작품을 게재하기 시작하였다. 10월에는 네이버 웹툰 <ENT.>의 아이폰용 영어, 중국어 애플리케이션이 출시되어 모바일 산업으로의 진출이 이루어졌다.
- 2013년

네이버 웹툰에서 연재되던 기안84 작 패션왕의 콜라보레이션 상품 기획에 참여하였고 카카오톡 이모티콘을 런칭하였다. 6월에는 와이랩 소속 작품으로서는 최초로 패션왕의 영화화 구상이 발표되었다.
- 2014년

11월, 웹툰 형식의 창작물을 소설로 재구성하여 단행본으로 정식 오프라인 출간하였는데 패션왕이 바로 그것이다. 같은 달 영화 패션왕이 한국에서 정식 개봉하였다.
- 2015년

2월, 영화 패션왕의 DVD가 출시되었다. 6월, 재아, SE 작 프린스의 왕자가 웹드라마 형식으로 제작되어 방영되었다. 같은 달 무적핑크 작 조선왕조실톡이 드라마의 형태로 재구성되어 MBC every1 dptj '웹툰히어로_툰드라쇼'라는 이름으로 방영되었다. 이 프로그램은 웹툰 작가가 기획부터 출연가지 하는 독특한 포맷으로, 무적핑크 외에도 패션왕의 기안84, 알게뭐야의 김재한이 참여하였다. 그외 이시언, 손진영, 비투비의 정일훈, EXID의 정화 등이 주연으로 출연하였다.
10월, 소학관 편집장 출신인 에가미 히데키가 와이랩 글로벌 수석 프로듀서로 영입되었다.
12월, 와이랩 설립 5주년을 맞아 열린 기념 파티에서 수퍼스트링 프로젝트가 발표됐다. 수퍼스트링은 네이버, 다음, 코미코, 소학관, 집영사 등 여러 플랫폼과 국가에서 발표된 와이랩 각각의 작품 주인공들이 하나의 거대한 세계관에 모이는 멀티버스(multiverse) 프로젝트다.
- 2016년

1월, 수퍼스트링 첫 번째 작품 테러맨이 네이버 금요웹툰에서 연재를 시작했다. 테러맨 주인공 민정우는 같은 와이랩 작품 심연의 하늘에 등장하는 민정우다.
툰드라쇼시즌2가 방영을 시작했다. 이번 시즌에는 조선왕조실톡과 네이버 웹툰 꽃가족을 원작으로 하며, 작가들은 출연하지 않는다.
3월, 카페드쇼콜라(프린스의왕자) 모바일 게임이 런칭됐다.
5월, 수퍼스트링 두 번째 작품 부활남이 네이버 토요웹툰에서 연재를 시작했다. 부활남 주인공 석환의 라이벌은 같은 와이랩 작품 테러맨에 나오는 정우의 친구, 김민혁이다.

## 주요 기업 활동
와이랩의 기본적인 운영 방식은 와이랩의 자체 기획을 웹툰, 만화 플랫폼에 제안한 후에 해당 기획에 적합한 작가를 찾아 함께 작업하는 것이다. 그 과정에서 기존에 활동하던 작가와 협업하기도 하고 신인 작가를 자체적으로 발굴하여 트레이닝하기도 한다.
와이랩은 작가를 관리하는 소속사의 역할을 하는 것이 아니라 와이랩과의 협업 하에 작가가 만드는 창작물에 한하여 작가와 함께 내용을 구상해 나가는 프로듀싱의 업무를 수행한다. 즉 작가가 아니라 작품이 와이랩에 소속이 되는 것이며 작가는 와이랩과 협업하는 작품을 만들면서도 동시에 독자적인 작품을 만들 수 있다. 작가의 창작물 초안이나 아이디어를 두고 작가와 프로듀서는 창작물의 내용과 구성에 대한 의견 개진과 피드백을 주고 받고 이를 토대로 창작물의 내용을 수정, 보완하며 발전시키는 방식이다. 이렇게 와이랩과의 공동 작업 하에 구상된 콘텐츠에는 와이랩의 기업명이나 로고가 직접 표기되어 제작되고 이로써 와이랩은 기업의 정체성을 부각시킨다. 애초에 해당 작품에 대한 구상 기획을 먼저 한 것인지 혹은 제작 과정에서 창작자의 콘텐츠 생산 과정에 직접 관여하여 역할을 한 것인지에 따라 웹툰에서는 '기획'과 '제작'으로 와이랩에 역할이 부여된다. "이와 같은 프로듀싱의 방식은 일본 유학 당시 자신의 창작물을 두고 일본 만화사 편집자와 활발히 소통했던 경험을 토대로 짜여졌다"고 윤인완은 밝힌 바 있다. 와이랩은 소속 작가들과 작품과 관련된 소식을 지속적으로 홈페이지와 SNS를 통해 업데이트하며 콘텐츠 제작 관련 업무 이외에도 매니지먼트 활동까지 부가적으로 하고 있다.

## 관여 작품 목록
작가들이 와이랩과의 연계 하에 참여한 만화, 웹소설 작품들만을 다룬다. 기업 홍보용 만화는 다루지 않는다.
| 작가     | 작품                             | 작가 참여분야 | 연재시기  | 제공처                          |
| -------- | -------------------------------- | ------------- | --------- | ------------------------------- |
| 강은영   | 스타드라이버                     | 작화          | 2011      | 스퀘어에닉스                    |
| 강은영   | ENT.                             | 작화          | 2012~     | 네이버 웹툰, 소학관 클럽선데이  |
| 기안84   | 패션왕                           | 원작          | 2011      | 네이버 웹툰                     |
| 김선희   | 웨스트우드 비브라토              | 작화          | 2011~2013 | 대원씨아이                      |
| 김선희   | 2013 전설의 고향-2화 시척살      | 작화          | 2013.07   | 네이버 웹툰                     |
| 김선희   | 심연의 하늘                      | 작화          | 2014.02~  | 네이버 웹툰                     |
| 김재한   | 피아노                           | 그림          | 2014~2015 | 네이버 웹툰                     |
| 김풍     | 찌질의 역사                      | 원작          | 2014~     | 네이버 웹툰                     |
| 무적핑크 | 경운기를 탄 왕자님               | 원작          | 2012      | 네이버 웹툰                     |
| 무적핑크 | 실질객관영화                     | 원작          | 2013~2014 | 네이버 웹툰                     |
| 무적핑크 | 조선왕조실톡                     | 글, 그림      | 2014~     | 네이버 웹툰                     |
| 미티     | 악플게임                         | 원작          | 2013~2014 | 네이버 웹툰                     |
| 박미숙   | ENT.                             | 스토리        | 2012~2013 | 네이버 웹툰, 소학관 클럽선데이  |
| 신의철   | 내일은 웹툰                      | 원작, 작화    | 2013      | 네이버 웹툰                     |
| 심윤수   | 찌질의 역사                      | 작화          | 2013~     | 네이버 웹툰                     |
| SE       | 연의 철학                        | 그림          | 2014~2015 | 교보문고                        |
| SE       | 프린스의 왕자                    | 그림          | 2014~     | 네이버 웹툰                     |
| 양경일   | AREA D                           | 작화          | 2012~     | 주간 소년선데이                 |
| 양경일   | 아일랜드                         | 삽화          | 2013      | 네이버웹소설                    |
| 양경일   | Burning Hell                     | 작화          | 2015      | 네이버 웹툰                     |
| 고진호   | 테러맨                           | 작화          | 2016~     | 네이버 웹툰                     |
| 병수씨   | 나의 밤은 당신의 낮보다 아름답다 | 작화          | 2012~     | 다음 만화속세상                 |
| 윤인완   | 웨스트우드 비브라토              | 원작          | 2010      | 네이버 웹툰, 소학관 클럽선데이  |
| 윤인완   | 문화콘텐츠의 이해                | 원작          | 2010      | 미우                            |
| 윤인완   | 나의 밤은 당신의 낮보다 아름답다 | 프로듀스      | 2012~     | 다음 만화속세상, 집영사         |
| 윤인완   | 바람의 색                        | 프로듀스      | 2013      | 네이버 웹툰, 소학관 클럽 선데이 |
| 윤인완   | ENT.                             | 프로듀스      | 2012~2013 | 네이버 웹툰, 소학관 클럽선데이  |
| 윤인완   | 2013 전설의 고향-2화 시척살      | 원작          | 2013.07   | 네이버 웹툰                     |
| 윤인완   | 아일랜드                         | 글            | 2013      | 네이버웹소설                    |
| 윤인완   | 심연의 하늘                      | 원작          | 2014.02~  | 네이버 웹툰                     |
| 윤인완   | Burning Hell                     | 원작          | 2015      | 네이버 웹툰                     |
| 임광묵   | 바람의 색                        | 작화          | 2012      | 네이버 웹툰, 소학관 클럽선데이  |
| 재아     | 바람의 색                        | 스토리        | 2013      | 네이버 웹툰, 소학관 클럽선데이  |
| 재아     | 프린스의 왕자                    | 스토리        | 2014~2016 | 네이버 웹툰                     |
| 재아     | 연의 철학                        | 글            | 2014~2015 | 교보문고                        |
| 재아     | 신석기녀                         | 스토리        | 2017~     | 네이버 웹툰                     |
| 정현주   | 부토                             | 글, 그림      | 2011~2012 | 네이버 웹툰                     |
| 한동우   | 나의 밤은 당신의 낮보다 아름답다 | 스토리        | 2012~     | 다음 만화속세상, 집영사         |
| 한동우   | 테러맨                           | 스토리        | 2016~     | 네이버 웹툰                     |
| 채용택   | 부활남                           | 스토리        | 2016~     | 네이버 웹툰                     |
| 김재한   | 부활남                           | 그림          | 2016~     | 네이버 웹툰                     |

## 기업 활동
만화, 웹소설 프로듀싱 이외에 와이랩이 관여하는 활동은 다음과 같다.

### 웹툰 원작 영화 제작
- 패션왕

2013년 6월 와이랩과 계약이 체결되어 네이버웹툰에서 연재된 기안84 작 패션왕의 영화화 계획이 발표되었다.
영화 패션왕은 2014년 11월 6일 15세 관람가로 개봉하였다. 와이랩과 노마드필름이 공동제작하여 (주)넥스트엔터테인먼트월드(NEW)가 배급을 맡았다. 영화의 감독은 오기환이다. 주인공 우기명 역으로는 주원이, 곽은진 역으로는 설리가 분하였다. 와이랩 소속의 윤인완이 각본을, 한동우와 변재아가 각색을 맡았다. 윤인완은 제작 과정에도 참여하였다.

패션왕은 누적 조회수 5억 뷰라는 기록을 가진 동명의 인기 웹툰을 원작으로 한다는 점과 주연 배우 캐스팅에서 주목을 받았다. 영화는 개봉 첫 주 누적관객 수 33만 6526명을 기록하며 한국영화 박스오피스 1위를 기록하였다. 전국 523개 스크린에서 상영되었으며 전국 누적관객수는 594,871명이다.
패션왕은 국내 영화 개봉 전 홍콩과 마카오, 태국 등 해외 5개국에 먼저 판매되어 화제를 모았다. 2015년 2월에는 영화의 DVD가 출시되었다. 와이랩과 3B 작가가 영화를 소설로 만들어 공동 출간하였다.
- 고삼이 집나갔다

2013년 11월 미티 작 고삼이 집나갔다의 영화화 계획이 발표되었다. 해당 웹툰은 고등학교 3학년의 주인공이 집을 가출하여 겪는 우여곡절을 내용으로 하며, 가수 아이유가 해당 웹툰에 대해 트위터를 통해 작가 미티에게 멘션을 보내며 화제가 된 바 있다. 2015년 2월에는 영화의 DVD가 출시되었다. 와이랩과 3B 작가가 영화를 소설로 만들어 공동 출간하였다.
- 찌질의 역사

2015년 3월 김풍, 심윤수 작 찌질의 역사의 영화화 계획이 발표되었다. 찌질의 역사는 찌질한 성격의 소유자라 불리는 주인공이 '설하'라는 이름을 가진 여러 여자를 애인으로 만나며 겪는 해프닝과 성장을 다룬 웹툰이다. 감독은 나의 사랑 나의 신부를 제작한 임찬상 감독이 맡는다. (주)심엔터테인먼트가 제작에 공동으로 참여한다. 본 웹툰의 영화화에 관해 2015년 4월 1일자 MBC 예능프로그램 라디오스타 '솔.까.말 특집'에 출연한 원작 작가 김풍이 프로그램 진행자 김구라와 관련된 일화를 털어 놓기도 하였다.
- Burning Hell

와이랩은 2015년 5월 윤인완, 김은희, 양경일 작 Burning Hell의 영화화 로드맵 구상을 발표하였다. Burning Hell은 조선과 에도 사이의 섬에서 벌어지는 일본의 식인 무사와 조선의 엽기적 혜민서 살인마의 대결과 그들을 둘러싼 일들을 다룬 만화이다. 2015년 하반기까지 시나리오와 연출진을 구성하여 영화화 기획을 구체화하고 이듬해 이를 발표하는 것을 목표로 하였다.

### 웹툰드라마 제작
- 조선왕조실톡

2015년 6월 무적핑크 작 조선왕조실톡의 드라마 제작이 발표되었다. 조선왕조실톡은 SNS 메신저인 카카오톡의 형식을 빌려 조선왕조실록의 내용을 재구성하여 전달하는 포맷의 웹툰이며 본 드라마 제작에서는 국내 최초로 해당 웹툰 작가가 직접 TV 프로그램 기획부터 출연까지 구성의 전 과정에 참여한다. 케이블TV MBC 에브리원 <웹툰히어로-툰드라쇼>에서 2015년 7월 방영되었으며 탤런트 이시언을 비롯하여 원작 웹툰 작가 무적핑크, 패션왕의 작가 기안84, 알게뭐야의 작가 김재한이 출연했다. 인기에 힘입어 2016년 시즌2가 제작되었다.

### 웹드라마 제작
- 프린스의 왕자

재아, SE 작 프린스의 왕자가 웹드라마로 제작되어 2015년 6월 8일 방영을 시작하였다. 프린스의 왕자는 게임에 빠진 여동생을 구하기 위해 게임 회사에 잠입하는 주인공의 이야기를 다룬 웹툰이다. (주)심엔터테인먼트가 제작에 공동으로 참여하였으며 신주환과 최형준이 연출을 맡았다. 최종훈, 임윤호, 유나 등이 출연한다. 프린스의 왕자는 총 10부작으로 구성되었으며 네이버 TV캐스트에서 주중 자정에 공개된다. 6월 8일 첫 방영 직후 실시간 검색어 1위를 하는 등의 화제를 모았다.

### 게임 제작
- 카페드쇼콜라

재아, SE 작 카페드쇼콜라(프린스의 왕자)가 모바일 게임으로 제작되어 2016년 3월 런칭되었다. 작품의 주인공인 이몽룡과 박시현의 도움을 받아 디저트를 완성하는 내용으로, 한붓긋기 퍼즐게임 형식이며 2월부터 사전예약을 시작했다.

### 크리에이터 양성 프로젝트
와이랩은 한국콘텐츠진흥원의 2015 창의인재동반사업에 멘토링 기관으로 참여하며, '웹툰 연계 K-웹드라마 빅킬러 콘텐츠 크리에이터 양성 프로젝트' 프로그램을 제공한다.
도제식 멘토링에 대한 지원을 통해 창의적 청년 인재의 육성을 표방하는 이 사업에서 와이랩은 차세대 웹툰, 웹드라마 분야에 관여한다. 총 11명의 웹툰, 웹드라마 전문가가 와이랩에서 멘토진으로 구성된다. 멘토 1인당 2명의 멘티가 선발되어 교육이 이루어진다.
- 웹툰 분야: 윤인완, 김풍, 무적핑크
- 웹드라마 분야: 방재선, 이영민, 손정현, 유선동
- 애니메이션 분야: 유정주
- 스토리텔링 분야: 노효정, 고윤희

### 콘텐츠 전문번역 시스템
와이랩은 일본어 통번역 에이전시를 운영하고 있다. 현지 일본인의 번역을 국내 일본어 전공자가 감수하고 일본 현지 만화 편집자들이 번역된 내용을 매끄럽게 다듬어 준다. 현재 와이랩의 일본어 통번역 서비스는 2012년 2월부터 네이버 웹툰의 일본판 모바일 애플리케이션에 적용되고 있다.
그밖에도 와이랩은 한국, 일본의 만화 플랫폼에 실리는 여러 만화, 웹툰 작품들을 한국어와 일본어로 교차 번역하는 활동을 한다.
아래는 와이랩이 통번역 서비스를 제공한 작품의 목록이다.
| 작품                             | 작가                     | 제공처                               |
| -------------------------------- | ------------------------ | ------------------------------------ |
| 스틸레인                         | 양우석, 제피가루         | 다음 만화속세상, 소학관 클럽선데이   |
| ENT.                             | 강은영, 박미숙           | 소학관 클럽선데이, 네이버 웹툰       |
| 바람의 색                        | 임광묵, 재아             | 소학관 클럽선데이, 네이버 웹툰       |
| 나의 밤은 당신의 낮보다 아름답다 | 최보하, 한동우           | 집영사 그랜드점프, 다음 만화속세상   |
| 웨스트우드 비브라토              | 김선희, 윤인완           | 소학관 클럽선데이, 대원씨아이        |
| 디펜스데빌                       | 양경일, 윤인완           | 소학관 소년선데이, 대원씨아이 영챔프 |
| Area D                           | Kyouichi Natsuki, 양경일 | 소학관                               |
| 스타드라이버                     | 강은영 by Ylab           | 스퀘어에닉스                         |
| 흑신                             | 박성우, 임달영           | 스퀘어에닉스                         |
| March Story                      | 양경일, 김형민           | 소학관                               |
| 격류혈                           | 전상영, 박중기           | 스퀘어에닉스                         |
| 프리조나6                        | Kojino, 킨케츠 류노스케  | 소학관                               |

### 모바일 애플리케이션 출시
와이랩은 SM엔터테인먼트와의 협력 하에 박미숙·강은영 원작의 웹툰 'ENT.'를 중국어판 앱북으로 제작하여 애플 앱스토어에 2012년 10월 24일 출시했다. 'ENT.'는 일반 학생과 신분을 숨긴 채 지내는 아이돌 간의 이야기를 다룬 웹툰이며, SM엔터테인먼트 소속 아이돌 그룹들이 주인공으로 등장하여 주목을 받은 바 있다. 해당 앱북은 영어와 중국어 버전을 제공한다.

### Ylab Academy
와이랩에서 만든 자회사로, 스쿨홀릭, 사이드킥 등으로 유명한 미술교사 출신 신의철이 원장이다. 프리드로우 전선욱, 와라편의점의 지강민, 다이스의 윤현석, 모태솔로수용소의 샴 등 인기 현역 작가들이 강사로 재직 중이다.

## 상장
2023년 7월 20일에 공모가 9,000원에 코스닥 시장에 상장하였다.

## 기타
와이랩은 2012년 4월 소속작가 윤인완에 대한 허위사실 유포와 명예훼손 건으로 작가 전진석에게 소송을 걸었다. 소송의 내용은 <아일랜드>, 신암행어사 등 윤인완의 대표작을 전진석이 자신의 작품인 것처럼 허위로 경력을 기재하고 윤인완이 작품 아이디어를 훔쳤다는 허위사실을 유포한 혐의이다. 2015년 3월 26일에 있었던 6차 공판에서 전진석은 명예훼손 혐의로 벌금 500만원을 구형받았다. 그러나 2015년 5월 12일 있었던 형사재판 1심 선고 공판은 전진석의 혐의 없음으로 매듭 지어졌다.